# Links (Browser)
Links ist ein freier (unter der GPL stehender) textbasierter Webbrowser für verschiedene Unix-Betriebssysteme, Linux, OS/2 und Windows.

## Überblick
Der tschechische Programmierer Mikuláš Patočka veröffentlichte 1999 eine erste Version des Webbrowsers Links und ist seitdem für das Projekt verantwortlich. Ursprünglich war der Name als Anspielung auf den Textbrowser Lynx gedacht, der im Englischen gleich ausgesprochen wird. Links ist in der Lage, Tabellen und Frames darzustellen, was im Vergleich zu Lynx bereits eine Verbesserung war.
Textmodus-Browser, wie die der Links-Familie, Lynx und w3m, sind in der Regel auf zwei verschiedene Arten nutzbar:
1. interaktiv: Wie bei grafischen Webbrowsern kann der Benutzer im World Wide Web surfen, aber in der Regel schneller und auch in technisch eingeschränkten Umgebungen, wie an Text-Terminals oder über entfernte Verbindungen, etwa per SSH ohne X-Weiterleitung.
2. nicht-interaktiv: Im sogenannten Batch-Modus fungieren Textmodus-Browser als HTML-nach-Text-Konverter, wie sie z. B. für Zwecke des Information-Retrieval oder auch in Screenreadern oder Sprachsynthese-Systemen für Sehschwache und Blinde benötigt werden.

Diese Version von Links wird nicht mehr weiterentwickelt. Auch die Entwicklung des auf ihr basierenden ELinks, die eigene Verbesserungen vorgenommen hatte (u. a. experimentelle Unterstützung von JavaScript) ruht seit mehreren Jahren.

## Links 2.x
Die erste Version des Nachfolgers von Links wurde 2005 von der tschechischen Entwicklergruppe Twibright Labs veröffentlicht. Der Hauptprogrammierer von Links, Mikuláš Patočka, ist am Projekt beteiligt.
Im Gegensatz zur Vorgängerversion und ELinks bietet Links 2 auch einen grafischen Modus, was etwa die Darstellung von Bildern erlaubt, wenn man die dafür benötigten Grafikbibliotheken installiert hat. Bis zur Version 2.1pre28 von 2007 gab es auch eine JavaScript-Unterstützung.
Neben den offiziell unterstützten Betriebssystemen existieren Portierungen anderer Programmierer unter anderem für macOS, Haiku, Plan 9 und MorphOS. Während Windows selbst nicht unterstützt wird, kann man Links unter Cygwin oder WSL nutzen.